# Conseil de classe coopératif
 (octobre 2019).
Si vous disposez d'ouvrages ou d'articles de référence ou si vous connaissez des sites web de qualité traitant du thème abordé ici, merci de compléter l'article en donnant les références utiles à sa vérifiabilité et en les liant à la section « Notes et références ».
En pédagogie institutionnelle, le conseil de classe coopératif est la réunion des élèves où se discute tout ce qui a trait à la vie de la classe. 

## Fonction
La pédagogie institutionnelle refuse en bloc l'approche non-directive. Un enfant à qui on laisse faire tout ce qu'il veut ne peut pas avoir envie de grandir. Un enfant peut se constituer contre une loi, mais pas contre du brouillard. Il faut qu'il y ait des lois en classe qui ne soient pas transgressées. Si elles le sont, on en parle au conseil.
Le conseil de classe - ou conseil coopératif - est le centre de la vie en classe. C'est le lieu où les enfants et l'adulte parlent de leur vie scolaire quotidienne, c'est le lieu où les conflits se discutent, les projets se construisent, les décisions se prennent.
Les sujets abordés sont divers. Il peut s'agir d'un conflit entre deux enfants, d'une proposition de fête, d'un animal dans la classe, d'un projet, etc. Ils sont mis à l'ordre du jour par l'intermédiaire du cahier du conseil, où les enfants notent les sujets qu'ils veulent voir traiter. Cet ordre du jour est établi à l'avance; les sujets sont classés en trois colonnes : "Je propose", "Je critique", "Je félicite".
Le conseil de classe coopératif est à différencier du conseil de coopérative qui sous-entend la présence d'une coopérative (appellation déposée par l'OCCE) en son sein. Même si la philosophie pédagogique inhérente aux deux conseils est la même, il n'est pas nécessaire d'ouvrir une coopérative, ni d'utiliser de l'argent en classe pour pratiquer le conseil de classe coopératif.

## Déroulement
Le conseil est un moment ritualisé. Les enfants sont assis en cercle et parmi eux un président et un secrétaire sont désignés. Le président donne la parole, recentre le débat, rappelle à l'ordre et contrôle le temps. Le secrétaire note sur le cahier du conseil tout ce qui se dit. Grâce aux rites, chacun sait ce qu'il a à faire et par quelles règles il doit passer pour se faire entendre.
Le secrétaire note sur le cahier la date, les absents, les noms du président et du secrétaire. Il rappelle ensuite les décisions prises au dernier conseil de classe, puis il lit l'ordre du jour.
Les enfants et l'adulte discutent, proposent, trouvent des solutions et votent.
À la fin du conseil, le secrétaire dresse le bilan. Il lit les décisions prises à l'issue du vote et les sujets non abordés. En conséquence des règles de vie spécifiques à la vie de la classe découlent du conseil et sont affichées dans la classe.

## Sources

### Articles
- Maria Pagoni, « La gestion des conseils de classe à l’école primaire : quelle professionnalité de l’enseignant ? », Travail et formation en éducation,‎ mai 2010, mis en ligne le 14 juin 2010 (lire en ligne, consulté le 15 mars 2013)